# باربارا کلی‌ورلی
باربارا کلی‌ورلی (انگلیسی: Barbara Cleverly؛ زادهٔ ۲۴ مه ۱۹۴۰) رمان‌نویس اهل بریتانیا است. کلی‌ورلی اصولاً یک جنایی‌نویس است که غالب آثار وی در ژانر تاریخی معمایی است. او در شهر یورک‌شر متولد گردیده و دانش‌آموختهٔ دانشگاه دورام است. کلی‌ورلی هم‌اکنون در کمبریج‌شر مشغول به کار می‌باشد. اغلب آثار وی به فارسی ترجمه شده‌اند که از مشهورترین آنها می‌توان به کتاب آخرین رز کشمیری اشاره داشت